# الیور دیمسدیل
اُلیور دیمسدیل (انگلیسی: Oliver Dimsdale؛ زادهٔ ۲۸ اکتبر ۱۹۷۲) بازیگر اهل بریتانیا است. وی از سال ۲۰۰۱ میلادی تاکنون مشغول فعالیت بوده‌است.
از فیلم‌ها یا مجموعه‌های تلویزیونی که وی در آن‌ها نقش داشته‌است، می‌توان به بایرون، راکنرولا، مردم خوب و دانتون ابی (۲۰۱۳) اشاره نمود.